# Fangcheng (Nanyang)
Fangcheng  (en chino, 方城; pinyin, Fāngchéng) es un condado  bajo la administración directa de la Prefectura Nanyang en la Provincia de Henan, República Popular China.  Su área es de 2543 km² y su población total para 2020 superó los 870 mil habitantes. 

## Administración
Desde noviembre de 2024, el  Condado Fangcheng  se divide en 19 pueblos  administrados en 4 subdistritos,  14 poblados y 1 villa.

## Toponimia
El topónimo Fangcheng se compone de los sinogramas Fang (nombre propio) y Cheng (ciudad) lo que da como resultado "ciudad Fang «cuadrado»". En el año 498 durante la dinastía Wei se estableció Fangcheng, su nombre lo toma directamente del monte Fangcheng (方城山) ubicado en su territorio.
Durante el Período de Primavera y Otoño, el rey Wen de Chu construyó una muralla centrada en el paso Zeng (缯关), estableciendo fortificaciones conocidas como Fangcheng (literalmente "ciudad cuadrado"), debido a su base de forma cuadrada.